# The End of Time
"The End of Time" (intitulado "O Fim do Tempo" no Brasil) é uma história de duas partes da série de ficção científica britânica Doctor Who exibidos pela BBC One em  25 de dezembro de 2009 (Parte 1, que também foi o quinto especial de Natal da série) e 1 de janeiro de 2010 (Parte 2). Foram escritos por Russell T Davies e dirigidos por Euros Lyn. Foi a última história de uma série de especiais exibidos de 2008 a 2010. Marca a última aparição regular de David Tennant como o Décimo Doutor e apresenta Matt Smith como o Décimo primeiro Doutor.
Na história, o alienígena viajante do tempo conhecido como o Décimo Doutor (Tennant), está fugindo de uma profecia de sua morte iminente, enquanto é atraído para um esquema por seu antigo inimigo, o Mestre (John Simm), que subjuga a raça humana sob seu controle como parte de um plano elaborado para restaurar o mundo de seu próprio povo e do Doutor, os Senhores do Tempo, de sua morte na Guerra do Tempo. O Doutor é capaz de evitar isso, mas sofre ferimentos fatais e se regenera no Décimo primeiro Doutor (Smith).
Bernard Cribbins, que apareceu na história "Voyage of the Damned" e ao longo da quarta temporada como Wilfred Mott, avô de Donna Noble, atua como o acompanhante do Doutor nesta história. O especial também apresenta o retorno de muitos outros atores ao show, incluindo Simm, Catherine Tate, Jacqueline King, Alexandra Moen, Billie Piper, Camille Coduri, Freema Agyeman, Noel Clarke, John Barrowman, Elisabeth Sladen, Tommy Knight, Jessica Hynes e Russell Tovey. Na época, também foi a última história de Doctor Who escrita e produzida por Davies, que conduziu o retorno da série à televisão britânica em 2005 e atuou como produtor executivo e escritor-chefe, sendo substituído por Steven Moffat como produtor executivo e showrunner a partir da quinta temporada em 2010. No entanto, ele retornou ao cargo em 2022 para os especiais de 60 anos da série e "em diante" junto com Tennant, que na ocasião interpretou o Décimo quarto Doutor.
A primeira parte da história foi assistida por 12,04 milhões de espectadores no Reino Unido, enquanto a parte final foi vista por 12,27 milhões de pessoas. Recebeu críticas positivas, com elogios especiais sendo dirigidos a atuação de Tennant e Cribbins.

## Enredo
Os Ood avisam o Décimo Doutor que o Mestre retornou, anunciando "o fim do tempo". Na Terra, um culto ressuscita o Mestre, mas sua viúva Lucy se sacrifica para sabotar a cerimônia. Ele retorna à vida com uma força incrível, mas é atormentado por fome constante e sofre de degeneração lenta. O Doutor encontra Wilfred, que ajuda a rastrear a localização do Mestre. Ele teme uma profecia afirmando que "ele baterá quatro vezes", o que resultará na sua morte. Ele descobre que o som das batidas de tambores na cabeça do Mestre foi implantado externamente. Este é levado sob custódia do bilionário Joshua Naismith, a quem o Doutor reconhece da visão dos Ood. Naismith recuperou um dispositivo médico Vinvocci quebrado, que o Mestre conserta e reprograma para transformar a humanidade em seis bilhões de clones de si mesmo. Wilfred se protege em uma sala de controle para evitar ser transformado, enquanto sua neta Donna também não muda devido à sua biologia ter sido reescrita parcialmente como um Senhor do Tempo, embora ela não se lembre disso devido ao Doutor ser forçado a limpar suas memórias dele para protegê-la. O Doutor e Wilfred se refugiam do Mestre na nave de resgate Vinvocci.
No último dia da Guerra do Tempo, diante da destruição de Gallifrey e do fim de sua raça, o Lorde Presidente Rassilon implanta a batida dos tambores na cabeça do Mestre quando criança, em uma tentativa desesperada de escapar do "Bloqueio Temporal" no qual os Senhores do Tempo estão presos. No presente, os bilhões de clones do Mestre amplificam esse sinal de batida. Ainda precisando de um ponto de contato, Rassilon lança um diamante gallifreyano para a Terra, que o Mestre o usa para criar um elo que tira Gallifrey da Guerra do Tempo e o coloca em órbita ao redor da Terra. Distorcido pelos horrores da guerra, Rassilon planeja que os Senhores do Tempo ascendam a um estado incorpóreo enquanto destroem o resto da criação. Ele interrompe o plano do Mestre de se implantar nos Senhores do Tempo e restaura a raça humana. O Doutor retorna à mansão de Naismith armado com uma arma de Wilfred, mirando no Mestre e em Rassilon, cada um encorajando o Doutor a matar o outro. Ele diz ao Mestre para se mover e destrói o diamante, cortando o elo com Gallifrey. Rassilon, determinado a arrastar o Doutor de volta para a Guerra do Tempo com ele, é parado pelo Mestre, e ambos desaparecem na fenda.
Atordoado por estar vivo, o Doutor então ouve quatro batidas e descobre que Wilfred, que veio ajudar, ficou preso em uma das salas de controle do dispositivo Vinvocci que está prestes a ser inundado por radiação. Ele o salva tomando seu lugar e sofre envenenamento por radiação, desencadeando uma regeneração. Depois de levar Wilfred para casa, o Doutor visita seus antigos acompanhantes e vê Wilf mais uma vez para dar a ele um bilhete de loteria premiado para Donna como presente de casamento; por fim, ele visita brevemente Rose no ano em que ela viria a conhecer sua encarnação anterior. Após isso, ele coloca a TARDIS em movimento e se regenera no Décimo primeiro Doutor, causando uma explosão que destrói a nave, fazendo-a cair de volta à Terra.

### Continuidade
No início da primeira parte, o Doutor explica seu atraso para Ood Sigma dizendo que foi a várias aventuras, entre elas, ter se casado com Elizabeth I, o que eventualmente seria mostrado no episódio "The Day of the Doctor" (2013).
Uma dos dois Senhores do Tempo dissidentes, descrito como "A Mulher" nos créditos, visita Wilfred em várias ocasiões, aparecendo e desaparecendo de maneiras inexplicáveis. Quando ela abaixa os braços para encarar o Doutor, ele parece reconhecê-la, mas quando mais tarde Wilfred pergunta sobre sua identidade, ele foge da pergunta. O jornal britânico The Daily Telegraph identificou a personagem como a mãe do Doutor já em abril de 2009, com o escritor dos episódios Russell T Davies escrevendo em um e-mail ao jornalista Benjamin Cook dizendo "... Mas é claro que é para ser a mãe do Doutor."
O Doutor em um ponto se dirige ao Lorde Presidente como "Rassilon", o nome do fundador da sociedade dos Senhores do Tempo na série clássica, embora o personagem seja identificado apenas nos créditos como "O Narrador" na parte um e "Lorde Presidente" na parte dois. No episódio do Doctor Who Confidential que acompanhou a história, Davies afirmou que o nome do personagem era de fato Rassilon.
Verity Newman é interpretada por Jessica Hynes, a mesma atriz que interpretou Joan Redfern, que é a bisavó de Verity, nos episódios "Human Nature" e "The Family of Blood" (2007). O nome "Verity Newman" é baseado no criador de Doctor Who, Sydney Newman, e na primeira produtora do programa, Verity Lambert. Naquela história, o Doutor, se passando por um professor humano chamado John Smith, afirmou que seus pais eram Verity e Sydney. Um relógio de bolso apareceu com destaque na trama de ambos os episódios originais de Hynes, e um relógio de bolso é destaque na capa do livro "O Diário de Coisas Impossíveis" que Verity Newman escreveu, baseado no diário do próprio Doutor naquela história.
Após se regenerar, o Décimo primeiro Doutor fica desapontado por "ainda não ser ruivo", referindo-se ao comentário do Décimo Doutor "Ah, eu queria ser ruivo... Eu nunca fui ruivo!" em "The Christmas Invasion" (2005).

## Produção

### Roteiro
Russell T Davies descreveu a história como "enorme e épica, mas íntima também". Davies vinha planejando a história há algum tempo, indicando que ela continuava a tendência de finais de temporada serem progressivamente mais dramáticas:
Eu sabia que escreveria o último episódio de David [Tennant] um dia, então eu tinha isso guardado. Você pensa: 'Como as apostas podem ficar maiores?' E elas ficam. Elas realmente ficam. Não quero dizer apenas em termos de espetáculo, mas em termos de quão pessoal isso se torna para ele.— Russell T Davies The Daily Telegraph

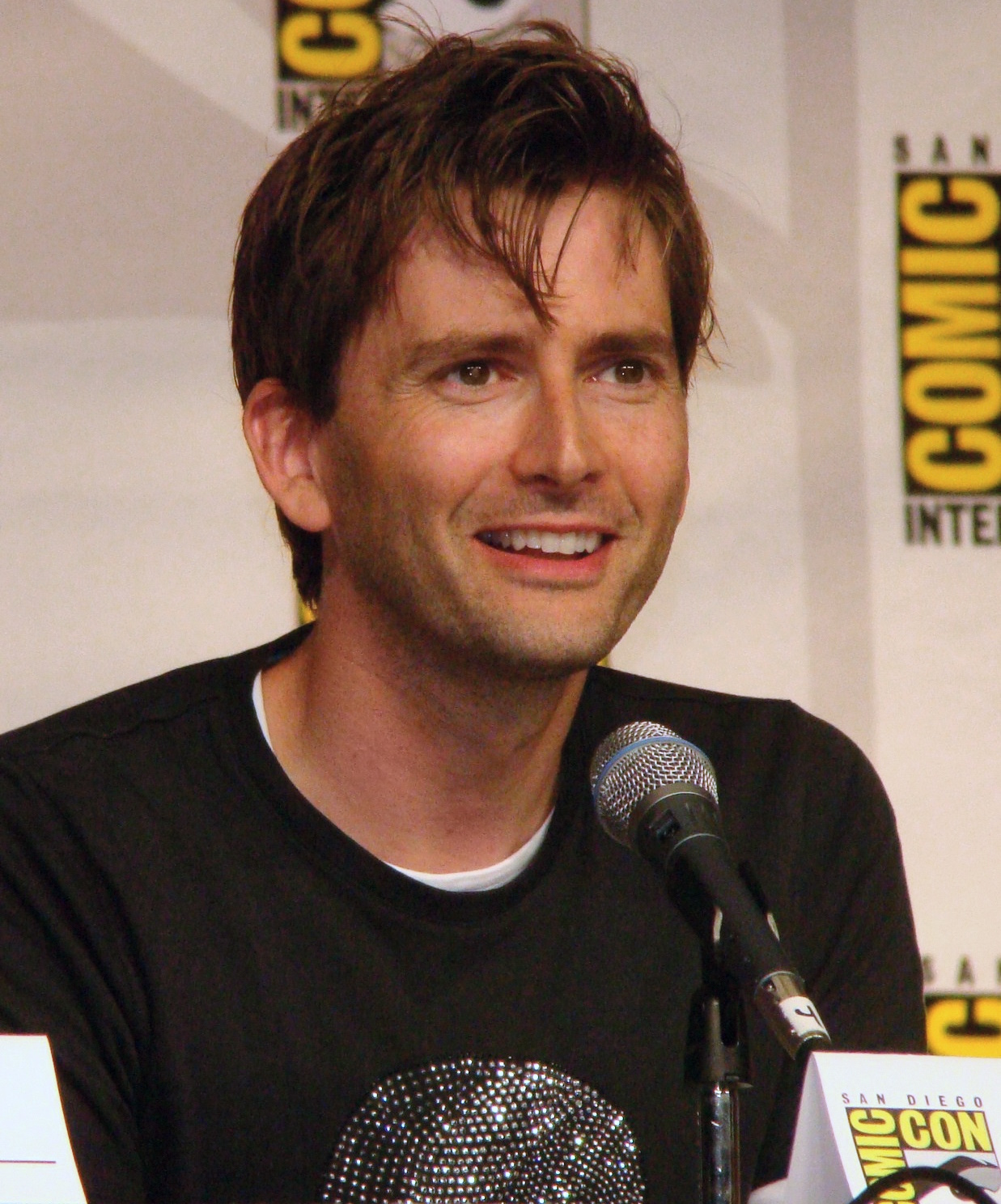
Esta foi a última aparição regular do ator David Tennant como o Décimo Doutor. Ele voltaria a interpretar o personagem três anos depois no episódio especial comemorativo dos 50 anos série intitulado "The Day of the Doctor".

A história constituiu no último roteiro de Davies para Doctor Who e o último trabalho de Julie Gardner produzindo a série até aquela data. É também a última história em que David Tennant aparece até "The Day of the Doctor", o especial do 50 anos da série. Quando perguntado sobre o impacto emocional de escrever seu último roteiro para a série, ele disse: "Eu teria pensado que quando entreguei o último roteiro eu poderia ter começado a chorar ou ficado bêbado ou festejado com 20 homens nus, mas quando esses grandes momentos acontecem você descobre que a vida real simplesmente continua. A emoção vai para os roteiros." Tennant e Julie Gardner disseram separadamente que choraram quando o leram. No entanto, Davies retornou ao cargo em 2022 para os especiais de 60 anos da série e "em diante" junto com Tennant, que na ocasião interpretou o Décimo quarto Doutor.
Os últimos três especiais de 2009 são prenunciados no episódio "Planet of the Dead", quando a personagem psíquica Carmen dá ao Doutor a profecia: "Tenha cuidado, porque sua música está acabando, senhor. Ele está voltando, ele está voltando pela escuridão. E então... oh, mas então... ele vai bater quatro vezes." Isso evoca memórias da profecia dos Ood para o Doutor e Donna em "Planet of the Ood". Tennant explicou que a profecia significava que o "cartão do Doutor [tinha se tornado] marcado" e os três especiais seriam, portanto, mais sombrios - caracterizando "Planet of the Dead" como a "última vez que o Doutor consegue se divertir".
Escrevendo em sua coluna regular na edição 416 da Doctor Who Magazine, Davies revelou que o título original da primeira parte de "The End of Time" era "The Final Days of Planet Earth", enquanto a parte dois sempre foi chamada de "The End of Time". Devido à grande escala da história, no entanto, foi decidido que ambas as partes precisavam do mesmo título, diferenciadas pelos números das partes, a primeira instância desse tipo desde o serial Survival (1989).
O roteiro de Davies para o segundo episódio terminou com a fala final do Décimo Doutor, "Eu não quero ir", seguida por um texto de ação descrevendo a regeneração e terminando com as palavras "E lá está ele. Piscando. Atordoado. O Novo Homem." Ele então enviou o roteiro para seu sucessor Steven Moffat, que foi responsável por todos os diálogos do Décimo primeiro Doutor que se seguiram. Moffat, como produtor executivo entrante, também auxiliou na produção da cena final.

### Filmagens
A primeira gravação em locação para esta história ocorreu no sábado, 21 de março de 2009, em uma livraria em Cardiff. Jessica Hynes foi gravada autografando um livro intitulado "O Diário de Coisas Impossíveis", de Verity Newman.
A gravação também ocorreu na Tredegar House em Newport, que havia sido usada anteriormente para a gravação do especial de Natal de 2008 "The Next Doctor". John Simm, que interpretou o Mestre nos episódios finais da terceira temporada "Utopia", "The Sound of Drums" e "Last of the Time Lords", foi visto no local durante a gravação na Tredegar House.

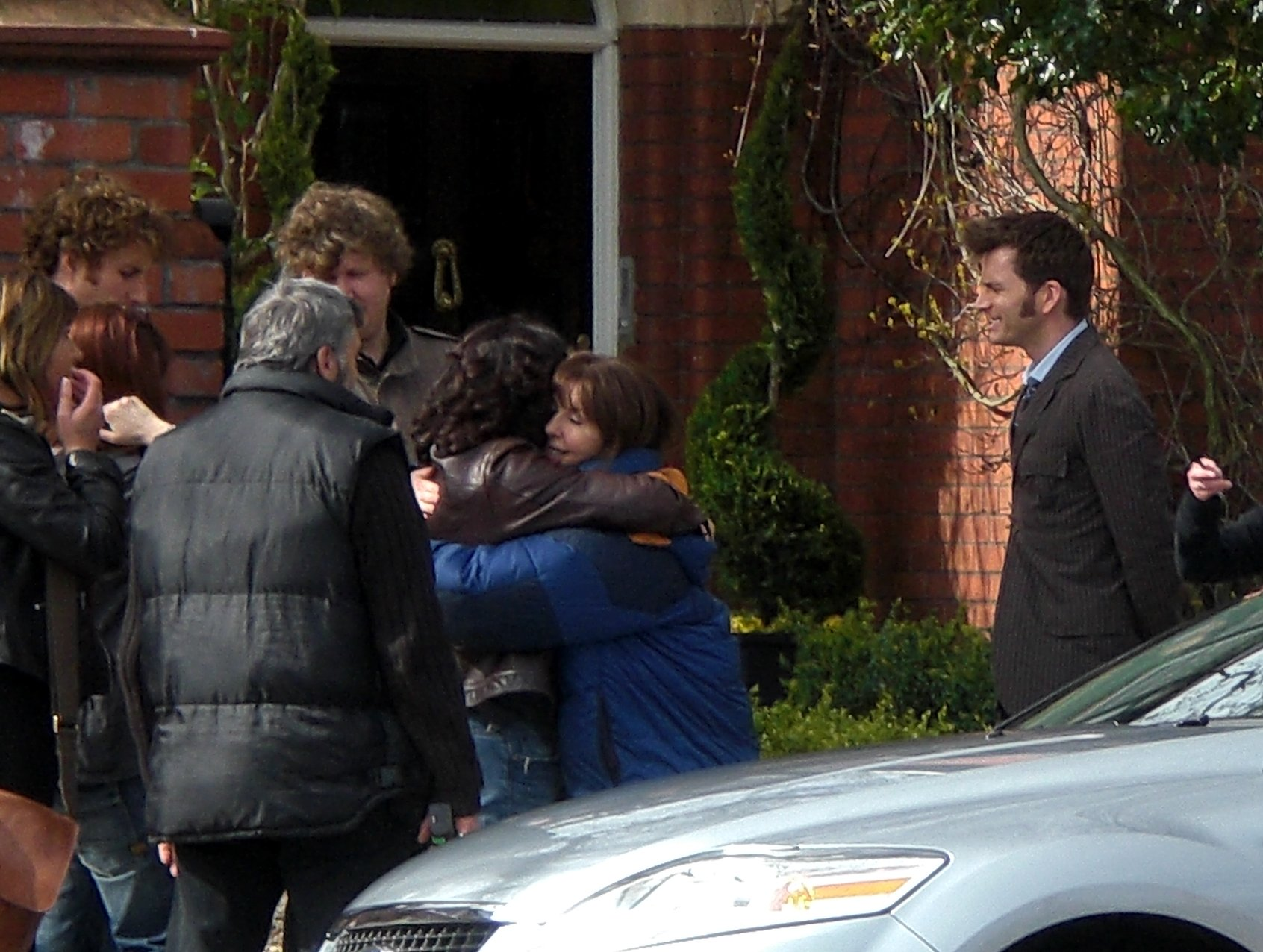
Julie Gardner abraçando Elisabeth Sladen, com David Tennant, no local das gravações.

A gravação que ocorreu durante o feriado da Páscoa foi amplamente coberta pela imprensa britânica. Catherine Tate gravou várias cenas do episódio em Swansea, incluindo uma gravada no Kardomah Café. e outra retratando sua personagem recebendo uma multa de estacionamento. Outros locais de gravação incluíram Nant Fawr Road em Cyncoed, Cardiff — o local regular usado anteriormente para a casa dos Noble — onde a gravação em 12 de abril mostrou Bernard Cribbins usando um gorro de chifres de rena e embarcando em um microônibus. Mais filamgens ocorreram na semana seguinte na Victoria Road, Penarth, em uma área que tinha sido regularmente usada como local para o bairro de Sarah Jane Smith em The Sarah Jane Adventures. Elisabeth Sladen, que interpretou Sarah Jane Smith, e Tommy Knight, que interpretou seu filho Luke, foram gravados no local com David Tennant. Foi a última aparição de Sladen em Doctor Who antes de sua morte em 2011.
Na noite de 20 para 21 de abril, Cribbins gravou uma cena de Natal na Wharton Street no centro da cidade de Cardiff, com uma grande árvore de Natal e uma banda de metais.
O site de ficção científica io9 publicou uma fotografia mostrando Tennant ao lado de Simm e Timothy Dalton, que estava vestido com vestes de um Senhor do Tempo. Em 26 de julho de 2009, o io9 publicou uma entrevista com David Tennant na qual ele confirmou o envolvimento de Dalton nos especiais.
Devido aos efeitos especiais usados para simular a natureza violenta da regeneração do Décimo Doutor, o pilar central de vidro no meio do console da TARDIS foi danificado tão gravemente que teve que ser reconstruído antes da gravação da próxima temporada. Foi feito pela Bristol Blue Glass com sede em Brislington.

### Trailers
Um trailer, com a narração de abertura de Timothy Dalton e breves cenas dos personagens principais, foi exibido na Comic-Con de 2009. Após a transmissão da primeira parte, um trailer da segunda foi lançado no site da série. A BBC também lançou os dois primeiros minutos (após os títulos de abertura) da segunda parte.

## Transmissão e recepção

### Audiência
A audiência final consolidada colocou a Parte Um como o terceiro programa mais assistido do dia de Natal, atrás de The Royle Family e EastEnders, com um número final de 11,57 milhões de espectadores e uma pontuação no Índice de Apreciação do público de 87, considerado "Excelente". Quando os números da transmissão simultânea na BBC HD foram adicionados à transmissão da BBC One, Doctor Who na verdade foi como o programa mais assistido no dia de Natal, com um total de 12,04 milhões de espectadores.
A audiência noturna da Parte Dois foi o segundo programa mais assistido do Dia de Ano Novo, atrás de EastEnders, com um número de visualizações iniciais de 10,4 milhões de espectadores (incluindo 389 000 pessoas assistindo na BBC HD). O episódio alcançou uma participação de 35,5% do público total em uma noite em que cerca de 30 milhões de espectadores assistiam à TV no Reino Unido. As classificações oficiais do BARB colocaram a Parte Dois como o segundo programa mais assistido da semana, atrás de EastEnders, com 11,79 milhões de espectadores; no entanto, quando os números de transmissão simultânea na BBC HD são adicionados, 480 000 espectadores adicionais elevam o número total para 12,27 milhões. Quando esse número é reconhecido, o programa se tornou o mais assistido da semana, apenas a terceira vez que o programa conseguiu tal feito. Além disso, "The End of Time" recebeu mais de 1,3 milhão de solicitações no BBC iPlayer.

### Recepção
Em uma análise da primeira parte da história, Peter Robins do The Guardian afirma que Doctor Who não iria parar no Natal já que "há histórias que precisam de encerramento e pirotecnia para serem mostradas; 'The End of Time' não significará o fim da história." Robins observou que a primeira parte foi "corrida" e notou que nenhuma história anterior da série havia contado de forma tão cômica sobre uma possível aniquilação da raça humana. Robins acrescentou que Cribbins parecia interpretar o mesmo tipo de personagem que Tate desenvolveu como Donna Noble no passado, "tornando-se um herói trágico e ao mesmo tempo sendo o alívio cômico". O revisor concluiu dizendo que a história não precisava ser uma história de Natal, pelo menos não da mesma forma que os especiais natalinos anteriores.
Andrew Pettie do The Daily Telegraph afirmou que Davies elevou o enredo a níveis tão altos quanto as leis da física permitiriam. Ele descreveu a atuação de Cribbins comparando-a a uma figura semelhante ao Rei Lear e observou que os planos do Mestre eram tão malignos até mesmo para seus padrões. Pettie observou que à medida que os créditos finais rolavam, seus pensamentos se voltaram para as deficiências dramáticas da série antes de perceber que "o verdadeiro brilho de Doctor Who só pode ser sentido se for vivenciado na companhia de uma criança de sete anos com olhos bem abertos", algo que ele comparou ao próprio Natal.
Mark Lawson, também do The Guardian, observou que a parte da história em que o Mestre transforma toda a raça humana em clones de si mesmo "deu a Simm a oportunidade de se caracterizar de várias maneiras e ao departamento de efeitos especiais mostrar um pouco dessa engenhosidade digital. Isso ajudou no renascimento da série." No entanto, Lawson continuou dizendo que o argumento era um pouco infeliz, já que vários jornais e publicações reclamaram das aparições excessivas de Tennant na mídia durante o período de Natal (Tennant fez 75 aparições na BBC). Lawson elogiou o desempenho de Tennant por dar "força trágica" ao personagem em sua última história, embora tenha notado que o roteiro tinha muitas coincidências com a história de Hamlet, papel que o ator desempenhou no teatro e na televisão durante 2009. Concluiu observando queL"a fala final que Davies deu a Tennant foi um repentino e arrependido 'Eu não quero ir!', e é provável que, em algum lugar interior, tanto o ator quanto o roteirista se sintiram um pouco assim."
Em sua análise da Parte Dois publicada no dia seguinte à transmissão, Andrew Pettie do The Daily Telegraph concedeu uma nota de quatro estrelas de cinco, resumindo o episódio como "uma hora de entretenimento familiar em ritmo acelerado". Apesar de expressar alguma insatisfação com o enredo, que considerou excessivamente complicado, Pettie admitiu que o episódio "carregava uma vivacidade tão apocalíptica que era difícil ficar excessivamente preocupado com o que, precisamente, estava acontecendo". Elogiando a atuação final de Tennant como Doutor, ele comentou que foi uma "experiência desconcertante" ver o personagem tão indefeso em sua última aparição. Ele terminou com uma nota de otimismo para o futuro da série com seu novo protagonista: "A juventude e a falta de fama de Smith darão ao seu Doutor uma perspectiva interessante."

## Lançamentos comerciais
Ambas as partes de "The End of Time" foram lançadas em DVD no Reino Unido em janeiro de 2010 como um pacote duplo com "The Waters of Mars". Os especiais também foram lançados no mesmo dia em DVD e Blu-ray em uma coleção intitulada Doctor Who – The Complete Specials. O conjunto incluia "The Next Doctor", "Planet of the Dead", "The Waters of Mars" e "The End of Time".
Os dez especiais de Natal entre "The Christmas Invasion" e "Last Christmas" foram lançados em um boxset intitulado Doctor Who – The 10 Christmas Specials em 19 de outubro de 2015.
Trechos selecionados da trilha sonora deste especial, compostos por Murray Gold, foram incluídos no disco Series 4 – The Specials lançada pela Silva Screen Records em 4 de outubro de 2010.

### Coordenadas
1. ↑  Tredegar House, Newport: 51° 33′ 42″ N, 3° 01′ 41″ O
2. ↑  Kardomah Café, Swansea: 51° 37′ 13″ N, 3° 56′ 43″ O
3. ↑  Nant Fawr Road, Cardiff: 51° 31′ 16″ N, 3° 10′ 19″ O
4. ↑  Victoria Road, Penarth: 51° 25′ 56″ N, 3° 10′ 50″ O
5. ↑  Wharton Street, Cardiff: 51° 28′ 47″ N, 3° 10′ 38″ O